# (34771) 2001 QO252
2001 QO252 (asteroide 34771) é um asteroide da cintura principal. Possui uma excentricidade de 0.16356460 e uma inclinação de 3.03644º.
Este asteroide foi descoberto no dia 25 de agosto de 2001 por LINEAR em Socorro.